# Stemonyphantes lineatus
Stemonyphantes lineatus (Linneo, 1758) è un ragno appartenente alla famiglia Linyphiidae.

## Distribuzione
La specie è stata rinvenuta in diverse località della regione paleartica

## Tassonomia
È la specie tipo del genere Stemonyphantes Menge, 1866.
Non sono stati esaminati esemplari di questa specie dal 2013
Attualmente, a dicembre 2013, non sono note sottospecie